# Jan de ijzersterke
Jan de ijzersterke is een sprookje uit Limburg.

## Het verhaal
Jan heeft vierentwintig jaar voor de keizer gewerkt en heeft slechts zeven batsen en een half brood overgehouden aan zijn dienst. Hij ontmoet twee bedelaars die hem om een aalmoes vragen en hij deelt zijn brood in drieën. Hij weet niet dat de bedelaars Sint Pieter en Onze Lieve Heer zijn. Na een tijdje ontmoet hij weer twee mannen en hij deelt zijn part opnieuw in drieën. En na een half uur gebeurt het nogmaals, maar hij heeft geen brood meer. Jan geeft al zijn geld aan de mannen en hij hoort dat hij beloond zal worden met een ransel. Alles wat hij wenst, zit in deze ransel. Hij kan alles ook weg wensen.
In de stad zoekt Jan naar een plek in de herberg en hij komt in een spookkasteel terecht. Hij vindt een fles wijn en drinkt hier van. Dan hoort Jan een stem vanuit de schouw en hij geeft toestemming naar beneden te vallen. Er valt een been, daarna een romp en een doodskop volgt. Het geraamte staat voor Jan en wil een schop en een lamp. Jan moet hem volgen en ze komen bij de keldertrap, waar het spook de lamp steeds uitblaast. Jan steekt met lucifers keer op keer de lamp aan en ze graven een kuil. Ze vinden drie potten met goud, zilver en kopergeld. Jan krijgt het goud, omdat hij zo goed is geweest. Het zilver is voor missen en het koper voor de armen. Jan brengt de schatten naar hun bestemming, maar bij elk bezoek blaast het spook de lamp uit. Jan is rijk en woont in zijn kasteel. Hij rust onder een vijgenboom als er een klein zwart duiveltje naar beneden komt. Hij komt Jan halen en Jan wenst hem in de zak.
Jan begint met een knuppel te slaan en het duiveltje kan naar de hel ontsnappen. Lucifer komt zelf op Jan af en komt ook in de zak. Alle duivels komen dan op Jan af en komen allen in de ransel terecht. Na een pak slaag, vluchten ze naar de hel terug. Jan sterft na een tijdje toch en komt bij de poort van de hemel. Sint Pieter doet open en hoort dat Jan vierentwintig jaar gediend heeft voor de keizer. Hij hoort dan dat hij daarvoor niet met kousen en schoenen de hemel binnen mag. Jan wenst Sint Pieter dan in de zak en die weet niet wat hem overkomt. Jan vraagt opnieuw toestemming en samen lopen ze de hemelpoort door.

## Achtergronden
- Het Duitse sprookje Vrolijke Frans (KHM81) heeft veel overeenkomsten, hier gaat het om Sint Petrus. Sint Petrus trekt een tijdje ongemerkt op met de afgedankte soldaat Frans. Frans misbruikt zijn geschenken, waarna Sint Petrus hem verlaat. Toch krijgt Frans een nieuwe kans en krijgt de magische ransel. Frans geeft op het eind de magische ransel aan Sint Petrus, wanneer hij de hemel niet binnen mag. Daarna wenst hij zichzelf in de ransel, zodat hij toch in de hemel gekomen is.
- De soldaat komt in veel sprookjes voor, hij neemt het eigen lot in handen en dit loopt uiteindelijk goed af. Zie ook Met z'n zessen de hele wereld rond (KHM71), De roetzwarte broer van de duivel (KHM100), Berenpels (KHM101), Het blauwe licht (KHM116), De stukgedanste schoentjes (KHM133), De laars van buffelleer (KHM199), De avonturen van een soldaat en De veelgelovende koningsdochter.
- Ook in Sprookje van iemand die erop uittrok om te leren griezelen (KHM4) moeten drie nachten in een spookkasteel doorgebracht worden en er valt een halve man door de schoorsteen. Ook hier wordt de schat in drieën gedeeld (armen, koning, de hoofdpersoon).
- Vergelijk ook De boer en de geldschieter, De avonturen van een soldaat en De Grafheuvel (KHM195).
- In het Groningse Het bang worden leren is Jan nog nooit bang geweest als hij in een kasteel overnacht waar het spookt. Hij gaat pannenkoeken bakken en er verschijnt een geraamte, dat drie potten geld heeft verstopt in de kelder. De overledene is tijdens zijn leven erg gierig geweest en moet spoken tot er iemand zonder vrees in zijn huis blijft slapen. Hij wordt verlost door het verblijf van Jan. Eén pot met geld is voor de familie, een andere is voor de armen en Jan bakt pannenkoeken voor ze. Jan gaat rijk naar huis, maar is nog steeds niet bang geweest[1]